# Råda, Hagfors kommun
Råda är en tätort i Hagfors kommun och kyrkbyn i Norra Råda socken, tidigare från 1889 tingsplats i Älvdals härad.
Norra Råda kyrka ligger här.

## Befolkningsutveckling
| Befolkningsutvecklingen i Råda 1960–2020    | Befolkningsutvecklingen i Råda 1960–2020 | Befolkningsutvecklingen i Råda 1960–2020 | Befolkningsutvecklingen i Råda 1960–2020 | Befolkningsutvecklingen i Råda 1960–2020 |
| ------------------------------------------- | ---------------------------------------- | ---------------------------------------- | ---------------------------------------- | ---------------------------------------- |
|                                             |                                          |                                          |                                          |                                          |
| År                                          |                                          |                                          | Folkmängd                                | Areal (ha)                               |
| 1960                                        | 1960                                     |                                          | 424                                      |                                          |
| 1965                                        | 1965                                     |                                          | 514                                      |                                          |
| 1970                                        | 1970                                     |                                          | 543                                      |                                          |
| 1975                                        | 1975                                     |                                          | 838                                      |                                          |
| 1980                                        | 1980                                     |                                          | 671                                      |                                          |
| 1990                                        | 1990                                     |                                          | 599                                      | 104                                      |
| 1995                                        | 1995                                     |                                          | 582                                      | 104                                      |
| 2000                                        | 2000                                     |                                          | 513                                      | 104                                      |
| 2005                                        | 2005                                     |                                          | 475                                      | 104                                      |
| 2010                                        | 2010                                     |                                          | 448                                      | 101                                      |
| 2015                                        | 2015                                     |                                          | 449                                      | 105                                      |
| 2020                                        | 2020                                     |                                          | 438                                      | 104                                      |
| Anm.: 2023 utbröts Åros till en egen småort |                                          |                                          |                                          |                                          |